# مقاطعة بارنو
مقاطعة بارنو (بالإنجليزية: Pärnu County)‏ هي مقاطعة في إستونيا، تتبع إستونيا، بلغ عدد سكانها 82٬829  نسمة، في 1 يناير 2014، عاصمتها بارنو، تبلغ مساحتها 4٬806٫68 كيلومتر مربع.

## الموقع
تشترك في الحدود مع:
- مقاطعة لانا.